# Palazzo Barberini

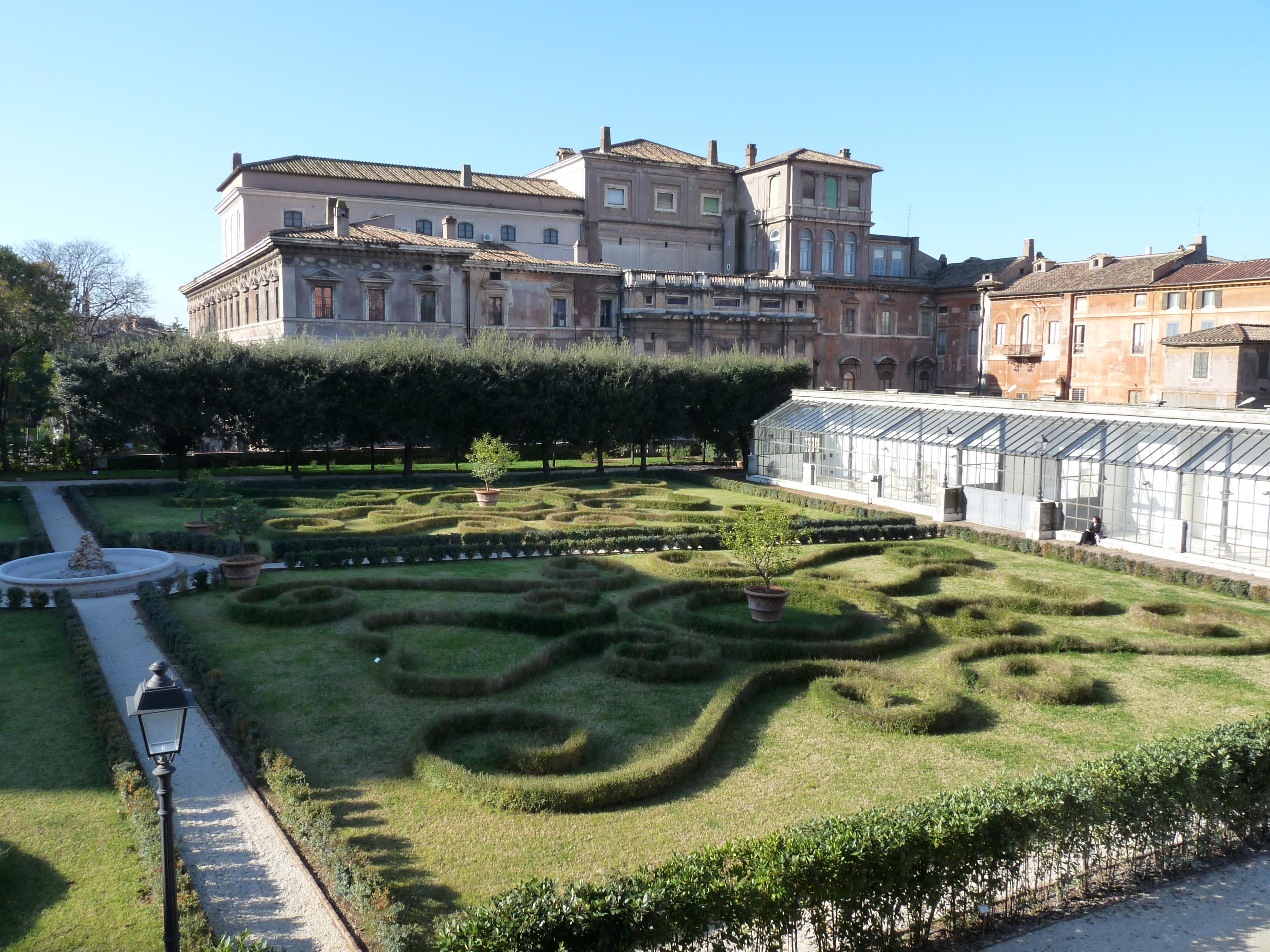
Palazzo Barberini, pohled ze zahrady

Palazzo Barberini (Palác Barberiniů) je barokní palác a muzeum v Římě v severní části Kvirinálu. Palác byl vybudován v letech 1627–1638 na zakázku bratří Taddea a Francesca Barberiniů, synovců papeže Urbana VIII. Architektem byl nejdříve Carlo Maderno, po jehož smrti roku 1629 práci převzal Gian Lorenzo Bernini, na některých částech se podílel i  Francesco Borromini. Výmalbu vytvořili Pietro da Cortona (především monumentální nástropní freska Alegorie boží prozřetelnosti v hlavním sále, 1633–1639), Andrea Sacchi a G. F. Romanelli. 
Roku 1949 se palác stal majetkem státu, dnes zde sídlí část sbírky Národní galerie starého umění (Galleria Nazionale d’Arte Antica) a Italského numismatického institutu (Istituto Italiano di Numismatica). Galerie obsahuje přes 1500 děl z doby od 12. století po neoklasicismus, mimo jiné jsou zde zastoupeni Filippo Lippi, Raffael, Jacopo Tintoretto, El Greco, Hans Holbein mladší a Caravaggio. 